# Жертвопринесення (фільм)

Постер фільму

«Жертвопринесення» (швед. Offret, рос. «Жертвоприношение») — філософська драма, знята Андрієм Тарковським в 1986 році в Швеції і стала останнім фільмом режисера.
Картина завоювала Гран-прі Канського кінофестивалю (1986), приз ФІПРЕССІ (1986), приз Британська академія телебачення та кіномистецтва Британської кіноакадемії (1988) та інші нагороди. В 1995 році вона була включена в список 45-ти найкращих фільмів всіх часів, складений у Ватикані до сторіччя кінематографа.

## Сюжет
Професорська родина живе у відокремленому мальовничому куточку Швеції. Олександр — в минулому актор, письменник, його дружина — молода актриса, його діти — дочка і німий син («Маленька людина»), відчувають муки і жахи наближуваного кінця світу, у зв'язку з початком атомної війни.
У Олександра день народження. Але він може стати і загальним днем смерті, оскільки вже запущені ядерні ракети. Олександр укладає пакт з Богом… Чим треба пожертвувати, щоб врятувати світ від катастрофи, що насувається ? Своїм майном, своїм способом життя, а, може, своїм життям ? Що покладе герой фільму на вівтар Всемогутнього Творця, якщо останній, звичайно, існує?
«Фільм і робиться спеціально таким чином, щоб бути витлумаченим по-різному», — писав про нього сам Тарковський.
Я хотів показати, що людина може відновити свої зв'язки з життям за допомогою поновлення тих підстав, на яких ґрунтується його душа… Жертвопринесення — це те, що кожне покоління має зробити по відношенню до своїх дітей: принести себе в жертву.
 — А. Тарковський

## Цікаві факти
- Ідея фільму була взята з кіносценарію «Відьма», написаного Аркадієм Стругацьким.
- Тарковський протягом декількох днів шукав місце для сцени атомної катастрофи і паніки. Він знайшов його — це був тунель, сходи та невелика площа перед ними. Через деякий час на цьому місці тут був убитий прем'єр-міністр Швеції Улоф Пальме. Вбивця стояв на тому самому місці, де знаходилася камера під час зйомок фільму.
- Листоноша Отто, як персонаж картини, є своєрідною даниною пам'яті Тарковського одному зі своїх постійних акторських талісманів Анатолію Солоніцину, чиє справжнє ім'я Отто, померлому в 1982 році від раку легенів.
- Сцена горіння будинку знімалася два рази — в перший раз у камери (Arriflex) відмовила грейферна система і будинок згорів даремно. Наступного дня декорація будинку була знову збудована, і зйомку провели знову, цього разу трьома камерами. Якби сцену пожежі не перезняли, Тарковський прибрав би своє ім'я з картини.
- Поки йшли зйомки, оператор Свен Нюквіст довгий час не міг зрозуміти, чому Андрій Тарковський весь час дивиться в камеру. Він навіть ображався, поки Андрій не пояснив йому, що тільки дивлячись у вічко камери він уявляє собі мізансцену.

.
- Для фінальної сцени Тарковський висунув такі вимоги до погоди: має бути похмуро; добре, щоб були білі, пишні хмари і щоб раптово виглянуло сонце. У кадрі видно саме цей ефект: сонце, відбивається у воді, і важкі білі хмари, що повзуть по небу.
- Естетика фільму багато в чому вплинула на західних інтелектуалів. Так, у кліпі американської рок-групи «R.E.M.» «Losing My Religion» присутні прямі цитати з фільму.

## У ролях
- Ерланд Джозефсон — Олександр
- Алан Едвалл — Отто
- Валері Мересс — Юлія
- Сьюзен Флітвуд — Аделаїда
- Гудрун Гісладоттір — Марія
- Свен Вольтер — Віктор
- Філіпа Францен — Марта
- Томмі Чельквіст — Малюк

## Нагороди та номінації

### Нагороди
- 1986 — Каннський кінофестиваль
  - Гран-прі — Андрій Тарковський
  - Приз за художній внесок — Свен Нюквіст
  - Приз Міжнародна Федерація кінопреси — Андрій Тарковський
  - Приз екуменічного журі — Андрій Тарковський
- 1988
  - Премія Британська академія телебачення та кіномистецтва (1988) — Найкращий фільм на іноземній мові (режисер — Андрій Тарковський; Швеція, Франція, Велика Британія)

### Номінації
- 1986 — Каннський кінофестиваль
  - Золота пальмова гілка — Андрій Тарковський

## Книги
- Лейла Александер-Гарретт Андрей Тарковский: фотохроника «Жертвоприношения». — Лондон.: Cygnnet, 2011. — 206 с. ISBN 978-0-9570416-0-8[6].